# Campeonato da Europa de Atletismo de 2012 - 400 m feminino
A prova dos 400 metros feminino do Campeonato da Europa de Atletismo de 2012 foi disputada entre os dias 27 e 29 de junho de 2012 no Estádio Olímpico de Helsinque em Helsinque,  na Finlândia. 

## Recordes
Antes desta competição, os recordes mundiais e do campeonato nesta prova eram os seguintes:
|                       | Nome        | Nacionalidade     | Tempo  | Local    | Data                  |
| --------------------- | ----------- | ----------------- | ------ | -------- | --------------------- |
| Recorde mundial       | Marita Koch | Alemanha Oriental | 47s 60 | Canberra | 6 de outubro de 1985  |
| Recorde do campeonato | Marita Koch | Alemanha Oriental | 48s 16 | Atenas   | 8 de setembro de 1982 |
| Recorde europeu       | Marita Koch | Alemanha Oriental | 47s 60 | Canberra | 6 de outubro de 1985  |

## Medalhistas
| Ouro              | Prata                 | Bronze              |
| Moa Hjelmer (SWE) | Ksenia Zadorina (RUS) | Ilona Usovich (BLR) |

## Cronograma
Todos os horários são locais (UTC+3).
| Data        | Hora  | Evento    |
| ----------- | ----- | --------- |
| 27 de junho | 17:50 | Bateria   |
| 28 de junho | 17:15 | Semifinal |
| 29 de junho | 22:25 | Final     |

## Resultados

### Bateria
Qualificação: 3 atletas de cada bateria  (Q) mais os  4 melhores qualificados (q). 
| Posição | Bateria | Raia | Atleta               | Nacionalidade | Tempo | Notas                |
| ------- | ------- | ---- | -------------------- | ------------- | ----- | -------------------- |
| 1       | 4       | 3    | Ilona Usovich        | Bielorrússia  | 51.98 | Q                    |
| 2       | 4       | 4    | Muriel Hurtis        | França        | 52.11 | Q,                   |
| 3       | 1       | 4    | Ksenia Zadorina      | Rússia        | 52.18 | Q                    |
| 4       | 1       | 2    | Moa Hjelmer          | Suécia        | 52.33 | Q                    |
| 5       | 3       | 2    | Marie Gayot          | França        | 52.46 | Q                    |
| 6       | 2       | 6    | Olha Zemlyak         | Ucrânia       | 52.48 | Q                    |
| 7       | 3       | 8    | Lee McConnell        | Grã-Bretanha  | 52.58 | Q                    |
| 8       | 2       | 8    | Esther Cremer        | Alemanha      | 52.76 | Q                    |
| 9       | 2       | 2    | Agnė Šerkšnienė      | Lituânia      | 52.89 | Q                    |
| 10      | 2       | 5    | Libania Grenot       | Itália        | 53.09 | q                    |
| 11      | 4       | 7    | Jitka Bartoničková   | Chéquia       | 53.15 | Q                    |
| 12      | 1       | 8    | Darya Prystupa       | Ucrânia       | 53.16 | Q                    |
| 13      | 2       | 3    | Agata Bednarek       | Polónia       | 53.22 | q                    |
| 14      | 1       | 1    | Aauri Bokesa         | Espanha       | 53.23 | q                    |
| 15      | 3       | 4    | Maria Enrica Spacca  | Itália        | 53.26 | q                    |
| 16      | 2       | 7    | Sanda Belgyan        | Roménia       | 53.32 |                      |
| 17      | 3       | 1    | Olessa Cojuhari      | Moldávia      | 53.52 |                      |
| 18      | 3       | 5    | Justyna Święty       | Polónia       | 53.68 |                      |
| 19      | 1       | 7    | Magdalena Gorzkowska | Polónia       | 53.74 |                      |
| 20      | 4       | 6    | Chiara Bazzoni       | Itália        | 53.92 |                      |
| 21      | 3       | 6    | Adelina Pastor       | Roménia       | 54.35 |                      |
| 22      | 1       | 3    | Kelly Massey         | Grã-Bretanha  | 54.44 |                      |
| 23      | 4       | 8    | Ella Räsänen         | Finlândia     | 54.52 | Recorde da temporada |
| 24      | 4       | 2    | Josefin Magnusson    | Suécia        | 55.01 |                      |
| 25      | 1       | 5    | Anita Banović        | Croácia       | 55.50 |                      |
| 26      | 1       | 6    | Birsen Engen         | Turquia       | 55.82 |                      |
| 29      | 4       | 1    | Nicola Sanders       | Grã-Bretanha  | DNS   |                      |
| 29      | 3       | 7    | Maris Mägi           | Estónia       | DSQ   |                      |
| 29      | 4       | 5    | Joanne Cuddihy       | Irlanda       | DSQ   |                      |
| —       | 3       | 3    | Pınar Saka           | Turquia       | 53.13 | DSQ Doping           |
| —       | 2       | 4    | Meliz Redif          | Turquia       | 53.99 | Doping               |

### Semifinal
Qualificação: 3 atletas de cada bateria  (Q) mais os  2 melhores qualificados (q). 
| Posição | Bateria | Raia | Atleta              | Nacionalidade | Tempo | Notas           |
| ------- | ------- | ---- | ------------------- | ------------- | ----- | --------------- |
| 1       | 1       | 4    | Ksenia Zadorina     | Rússia        | 51.35 | Q,              |
| 2       | 1       | 3    | Moa Hjelmer         | Suécia        | 51.40 | Q,              |
| 3       | 1       | 6    | Lee McConnell       | Grã-Bretanha  | 51.98 | Q,              |
| 4       | 2       | 2    | Libania Grenot      | Itália        | 52.02 | Q               |
| 5       | 2       | 5    | Olha Zemlyak        | Ucrânia       | 52.10 | Q               |
| 6       | 2       | 4    | Ilona Usovich       | Bielorrússia  | 52.10 | Q               |
| 7       | 2       | 3    | Muriel Hurtis       | França        | 52.13 | q               |
| 8       | 1       | 8    | Darya Prystupa      | Ucrânia       | 52.15 | q               |
| 9       | 1       | 5    | Marie Gayot         | França        | 52.17 |                 |
| 10      | 1       | 1    | Aauri Lorena Bokesa | Espanha       | 52.47 | Recorde pessoal |
| 11      | 2       | 6    | Esther Cremer       | Alemanha      | 52.77 |                 |
| 12      | 2       | 7    | Jitka Bartoničková  | Chéquia       | 52.78 |                 |
| 13      | 1       | 2    | Maria Enrica Spacca | Itália        | 53.02 |                 |
| 14      | 2       | 8    | Agnė Šerkšnienė     | Lituânia      | 53.07 |                 |
| 15      | 2       | 1    | Agata Bednarek      | Polónia       | DSQ   |                 |
| —       | 1       | 7    | Pınar Saka          | Turquia       | 52.84 | Doping          |

### Final
| Posição           | Raia | Atleta          | Nacionalidade | Tempo | Notas                |
| ----------------- | ---- | --------------- | ------------- | ----- | -------------------- |
| Medalha de ouro   | 6    | Moa Hjelmer     | Suécia        | 51.13 | Recorde nacional     |
| Medalha de prata  | 4    | Ksenia Zadorina | Rússia        | 51.26 | Recorde da temporada |
| Medalha de bronze | 7    | Ilona Usovich   | Bielorrússia  | 51.94 |                      |
| 4                 | 5    | Olha Zemlyak    | Ucrânia       | 52.01 |                      |
| 5                 | 8    | Lee McConnell   | Grã-Bretanha  | 52.20 |                      |
| 6                 | 3    | Libania Grenot  | Itália        | 52.57 |                      |
| 7                 | 1    | Darya Prystupa  | Ucrânia       | 53.03 |                      |
| 8                 | 2    | Muriel Hurtis   | França        | 54.50 |                      |

Legenda
| Recorde mundial       | Recorde mundial (World record)               |                       | Recorde africano                      | Recorde africano (African) |                                           | Q | Classificado por posição (Qualified) |
| Recorde do campeonato | Recorde do campeonato (Championship record)  | Recorde da América    | Recorde da América (Americas)         | q                          | Classificado por melhor tempo (Qualified) |   |                                      |
| Melhor marca do ano   | Melhor marca do ano (World leading)          | Recorde asiático      | Recorde asiático (Asian)              | DNS                        | Não largou (Did not start)                |   |                                      |
| Recorde nacional      | Recorde nacional (National record)           | Recorde europeu       | Recorde europeu (European)            | DNF                        | Não terminou (Did not finish)             |   |                                      |
| Recorde pessoal       | Recorde pessoal do atleta (Personal best)    | Recorde da Oceania    | Recorde da Oceania (Oceania)          | DSQ / DQ                   | Desclassificado (Disqualified)            |   |                                      |
| Recorde da temporada  | Recorde da temporada do atleta (Season best) | Recorde sul-americano | Recorde sul-americano (South America) | NM                         | Sem marca (No mark)                       |   |                                      |